# Робер Планкет
Жан Робе́р Жюльєн Планке́тт (фр. Jean Robert Julien Planquette; 31 липня 1848, Париж — 28 січня 1903, там само) — французький композитор, автор комічних опер, або оперет, з яких найбільш відомі «Корневільські дзвони» і «Ріп Ван Вінкль».

## Біографія
Планкет народився в родині співака. Навчався в Паризькій консерваторії (зокрема, у Жюля Дюпрато), яку через брак коштів не зміг закінчити. Потім працював піаністом в кафе, співаком (у нього був гарний тенор), писав пісні.
1867 року написав пісню «Полк Самбра-і-Маасу» на вірші Поля Сезана, яка була в майбутньому дуже популярною; за власним зізнанням, продав ноти видавцеві за 14 франків, оскільки був дуже голодний.
1872 року написав першу оперету, «Бійся фараона» (Méfie-toi de Pharaon). Успіх посередній. За нею написав ще 3 оперети.
1876 р. — директор театру «Фолі Драматік» (Folies Dramatiques) пропонує Планкету написати оперету для його театру. У наступному році ця оперета, знамениті «Корневільські дзвони» (Les cloches de Corneville), з'являється на сцені і має сенсаційний успіх: 480 вистав в Парижі, 708 — в Лондоні. Вже 1886 року в Парижі відбулося тисячне представлення цієї оперети.
Музика «Корневільських дзвонів» та інших кращих оперет Планкета відрізняється барвистою романтичністю, вишуканою мереживною витонченістю мелодій.
Кілька наступних оперет були зустрінуті публікою прохолодно, лише «Les voltigeurs de la 32ème» добре прийняли в Лондоні (1880), де ця оперета йшла під назвою «Старий гвардієць» (The Old Guard).
Повторити тріумф Планкета вдалося тільки 1882 року, коли в Лондоні, а трохи пізніше і в Парижі, з'явилася оперета «Ріп Ван Вінкль» (в Парижі вона називалася просто «Rip»). В основу лібрето була покладена однойменна казка Вашинґтона Ірвінґа. Два роки по тому Лондон (знову раніше, ніж Париж) прийняв оперету «Нелл Гвін», хоча набагато менш захоплено, ніж «Ріп»; в Парижі ця оперета провалилася.
Решта оперети Планкета значного успіху не мали. Остання оперета, «Рай Магомета», залишилася незавершеною; її оркестровку виконав Луї Ганн 1906 року.

## Творчість
Список оперет Планкета:
- Méfie-toi de Pharaon (1872)
- Le serment de Mme Grégoire (1874)
- Paille d'avoine (1874)
- Le valet de cœur (1875)
- Корневільські дзвони (Париж, 1877)
- Le chevalier Gaston (Монте Карло, 1879)
- Les voltigeurs de la 32ème (Париж, 1880)
- La cantinière (Париж, 1880)
- Les chevaux-légers (Париж, 1882)
- Ріп ван Вінкль (Rip van Winkle, Лондон, 1882)
- Нелл Гвін (Nell Gwynne, Лондон, 1884)
- La crémaillère (Париж, 1885)
- Сюркуф (Surcouf, Париж, 1887)
- Captain Thérèse (Лондон, 1890)
- La cocarde triocolore (Париж, 1892)
- Le talisman (Париж, 1893)
- Panurge (Париж, 1895)
- Mam'zelle Quat'sous (Париж, 1897)
- Le fiancé de Margot (1900)
- Le paradis de Mahomet (Париж, 1906)